# Savezni standard za obradu informacija
Savezni standard za obradu informacija (engl. Federal Information Processing Standards, FIPS) je javna standardizacija koju je razvila Savezna vlada Sjedinjenih Američkih Država za upotrebu u računarskim sistemima od strane svih nevojnih vladinih agencija i pomoćnih službi. Mnoge modifikovane verzije FIPS standarda se koriste u tehničkoj dokumentaciji.